# Equipo de Copa Davis de Lituania
El Equipo de Copa Davis de Lituania es el representativo de Lituania en la máxima competición internacional a nivel de naciones del tenis y está regido por la Asociación de Tenis de Lituania.
Antes de 1994, los lituanos competían bajo la bandera de la Unión Soviética.
Lituania nunca ha sido un país de tenis; ningún tenista de Lituania entró en el top 500 de la ATP hasta 2008. Sin embargo, la situación está cambiando en los últimos años. Actualmente, los jugadores jóvenes lituanos están obteniendo las mayores victorias de tenis en la historia del país. Como era de esperar, esto llevó a la creciente popularidad del tenis en el país. Ahora, Lituania tiene algunos jugadores de muy alta calidad.
En 2012, Lituania compitió en el Grupo III de la Copa Davis, donde ganó las tres eliminatorias y fue ascendido al Grupo II, donde llegó a jugar en siete ediciones. Además, ha competido en el Grupo III 13 veces. Actualmente el equipo de Lituania juega en el Grupo I.

## Plantel actual (2019 - 2020)
- Lukas Mugevičius
- Julius Tverijonas
- Laurynas Grigelis
- Ričardas Berankis

## Resultados
| Edición | Zona                                           | Rival                | Sede       | Resultado |
| ------- | ---------------------------------------------- | -------------------- | ---------- | --------- |
| 1994    | Europa/África Grupo III – Zona B Grupo B       | Túnez                | Bratislava | 3 – 0     |
| 1994    | Europa/África Grupo III – Zona B Grupo B       | Chipre               | Bratislava | 2 – 1     |
| 1994    | Europa/África Grupo III – Zona B Grupo B       | Congo                | Bratislava | 3 – 0     |
| 1994    | Europa/África Grupo III – Zona B Semifinal     | Malta                | Bratislava | 2 – 1     |
| 1994    | Europa/África Grupo III – Zona B Final         | Eslovaquia           | Bratislava | 0 – 3     |
| 1995    | Europa/África Grupo II – 1.ª Ronda             | Luxemburgo           | Šiauliai   | 1 – 4     |
| 1995    | Europa/África Grupo II – Relegación            | Polonia              | Vilna      | 1 – 4     |
| 1996    | Europa/África Grupo III – Zona A               | Islandia             | Estambul   | 3 – 0     |
| 1996    | Europa/África Grupo III – Zona A               | Etiopía              | Estambul   | 3 – 0     |
| 1996    | Europa/África Grupo III – Zona A               | San Marino           | Estambul   | 3 – 0     |
| 1996    | Europa/África Grupo III – Zona A               | Azerbaiyán           | Estambul   | 3 – 0     |
| 1996    | Europa/África Grupo III – Zona A               | Sudán                | Estambul   | 3 – 0     |
| 1996    | Europa/África Grupo III – Zona A               | Senegal              | Estambul   | 3 – 0     |
| 1997    | Europa/África Grupo II – 1.ª Ronda             | Yugoslavia           | Vilna      | 2 – 3     |
| 1997    | Europa/África Grupo II – Relegación            | Egipto               | El Cairo   | 2 – 3     |
| 1998    | Europa/África Grupo III – Zona B               | Moldavia             | Skopie     | 1 – 2     |
| 1998    | Europa/África Grupo III – Zona B               | Túnez                | Skopie     | 3 – 0     |
| 1998    | Europa/África Grupo III – Zona B               | Macedonia            | Skopie     | 2 – 1     |
| 1998    | Europa/África Grupo III – Semifinal            | Turquía              | Skopie     | 1 – 2     |
| 1998    | Europa/África Grupo III – Tercer puesto        | Nigeria              | Skopie     | 1 – 2     |
| 1999    | Europa/África Grupo III – Zona B Grupo A       | Armenia              | Tallin     | 1 – 2     |
| 1999    | Europa/África Grupo III – Zona B Grupo A       | Georgia              | Tallin     | 2 – 1     |
| 1999    | Europa/África Grupo III – Zona B Grupo A       | Kenia                | Tallin     | 2 – 0     |
| 1999    | Europa/África Grupo III – Zona B Semifinal     | Moldavia             | Tallin     | 2 – 1     |
| 1999    | Europa/África Grupo III – Zona B Final         | Estonia              | Tallin     | 1 – 2     |
| 2000    | Europa/África Grupo II – 1.ª Ronda             | Costa de Marfil      | Šiauliai   | 2 – 3     |
| 2000    | Europa/África Grupo II – Relegación            | Turquía              | Esmirna    | 1 – 4     |
| 2001    | Europa/África Grupo III – Zona A Grupo B       | Islandia             | Gaborone   | 3 – 0     |
| 2001    | Europa/África Grupo III – Zona A Grupo B       | Botsuana             | Gaborone   | 2 – 1     |
| 2001    | Europa/África Grupo III – Zona A Grupo B       | Ghana                | Gaborone   | 1 – 2     |
| 2001    | Europa/África Grupo III – Zona A Semifinal     | Letonia              | Gaborone   | 1 – 2     |
| 2001    | Europa/África Grupo III – Zona A Tercer puesto | Madagascar           | Gaborone   | 2 – 1     |
| 2002    | Europa/África Grupo III – Zona B               | Sin datos            | Sin datos  | Sin datos |
| 2003    | Europa/África Grupo III – Zona A Grupo B       | Armenia              | Argel      | 3 – 0     |
| 2003    | Europa/África Grupo III – Zona A Grupo B       | Angola               | Argel      | 2 – 1     |
| 2003    | Europa/África Grupo III – Zona A Grupo B       | Argelia              | Argel      | 1 – 2     |
| 2003    | Europa/África Grupo III – Zona A Final         | Hungría              | Argel      | 0 – 3     |
| 2003    | Europa/África Grupo III – Zona A Final         | Estonia              | Argel      | 1 – 2     |
| 2003    | Europa/África Grupo III – Zona A Final         | Argelia              | Argel      | 1 – 2     |
| 2004    | Europa/África Grupo III – Zona A Grupo A       | Estonia              | Kaunas     | 1 – 2     |
| 2004    | Europa/África Grupo III – Zona A Grupo A       | Chipre               | Kaunas     | 2 – 1     |
| 2004    | Europa/África Grupo III – Zona A Final         | Mónaco               | Kaunas     | 2 – 1     |
| 2004    | Europa/África Grupo III – Zona A Final         | Estonia              | Kaunas     | 1 – 2     |
| 2004    | Europa/África Grupo III – Zona A Final         | Macedonia            | Kaunas     | 1 – 2     |
| 2005    | Europa/África Grupo III – Zona A Grupo B       | Egipto               | El Cairo   | 1 – 2     |
| 2005    | Europa/África Grupo III – Zona A Grupo B       | Bosnia y Herzegovina | El Cairo   | 1 – 2     |
| 2005    | Europa/África Grupo III – Zona A Grupo B       | Madagascar           | El Cairo   | 3 – 0     |
| 2005    | Europa/África Grupo III – Zona A Relegación    | Namibia              | El Cairo   | 2 – 1     |
| 2005    | Europa/África Grupo III – Zona A Relegación    | Madagascar           | El Cairo   | 3 – 0     |
| 2005    | Europa/África Grupo III – Zona A Relegación    | Kenia                | El Cairo   | 3 – 0     |
| 2006    | Europa/África Grupo III – Zona A Grupo A       | Estonia              | Bania Luka | 1 – 2     |
| 2006    | Europa/África Grupo III – Zona A Grupo A       | Armenia              | Bania Luka | 2 – 1     |
| 2006    | Europa/África Grupo III – Zona A Grupo A       | Andorra              | Bania Luka | 3 – 0     |
| 2006    | Europa/África Grupo III – Zona A Final         | Mónaco               | Bania Luka | 0 – 3     |
| 2006    | Europa/África Grupo III – Zona A Final         | Estonia              | Bania Luka | 1 – 2     |
| 2006    | Europa/África Grupo III – Zona A Final         | Turquía              | Bania Luka | 2 – 1     |
| 2007    | Europa/África Grupo III – Zona A Grupo A       | Irlanda              | El Cairo   | 1 – 2     |
| 2007    | Europa/África Grupo III – Zona A Grupo A       | Moldavia             | El Cairo   | 2 – 0     |
| 2007    | Europa/África Grupo III – Zona A Grupo A       | Bosnia y Herzegovina | El Cairo   | 2 – 1     |
| 2007    | Europa/África Grupo III – Zona A Final         | Irlanda              | El Cairo   | 1 – 2     |
| 2007    | Europa/África Grupo III – Zona A Final         | Egipto               | El Cairo   | 1 – 2     |
| 2007    | Europa/África Grupo III – Zona A Final         | Turquía              | El Cairo   | 2 – 1     |
| 2008    | Europa/África Grupo III – Zona B Grupo B       | Bosnia y Herzegovina | Ereván     | 2 – 1     |
| 2008    | Europa/África Grupo III – Zona B Grupo B       | Estonia              | Ereván     | 1 – 2     |
| 2008    | Europa/África Grupo III – Zona B Grupo B       | Ghana                | Ereván     | 3 – 0     |
| 2008    | Europa/África Grupo III – Zona B Final         | Moldavia             | Ereván     | 0 – 3     |
| 2008    | Europa/África Grupo III – Zona B Final         | Noruega              | Ereván     | 2 – 1     |
| 2008    | Europa/África Grupo III – Zona B Final         | Bosnia y Herzegovina | Ereván     | 2 – 1     |
| 2009    | Europa/África Grupo II – 1.ª Ronda             | Georgia              | Vilna      | 3 – 2     |
| 2009    | Europa/África Grupo II – 2.ª Ronda             | Eslovenia            | Otočec     | 0 – 5     |
| 2010    | Europa/África Grupo II – 1.ª Ronda             | Gran Bretaña         | Vilna      | 3 – 2     |
| 2010    | Europa/África Grupo II – 2.ª Ronda             | Irlanda              | Dublín     | 3 – 2     |
| 2010    | Europa/África Grupo II – 3.ª Ronda             | Eslovenia            | Vilna      | 2 – 3     |
| 2011    | Europa/África Grupo II – 1.ª Ronda             | Estonia              | Tallin     | 2 – 3     |
| 2011    | Europa/África Grupo II – Relegación            | Marruecos            | Vilna      | 0 – 5     |
| 2012    | Europa/África Grupo III – Europa Grupo A       | San Marino           | Sofía      | 3 – 0     |
| 2012    | Europa/África Grupo III – Europa Grupo A       | Andorra              | Sofía      | 2 – 0     |
| 2012    | Europa/África Grupo III – Europa Final         | Grecia               | Sofía      | 2 – 1     |
| 2013    | Europa/África Grupo II – 1.ª Ronda             | Chipre               | Šiauliai   | 4 – 1     |
| 2013    | Europa/África Grupo II – 2.ª Ronda             | Portugal             | Lisboa     | 0 – 5     |
| 2014    | Europa/África Grupo II – 1.ª Ronda             | Noruega              | Oslo       | 5 – 0     |
| 2014    | Europa/África Grupo II – 2.ª Ronda             | Sudáfrica            | Centurion  | 3 – 2     |
| 2014    | Europa/África Grupo II – 3.ª Ronda             | Bosnia y Herzegovina | Sarajevo   | 3 – 2     |
| 2015    | Europa/África Grupo I – 1.ª Ronda              | Polonia              | Płock      | 2 – 3     |
| 2015    | Europa/África Grupo I – 1.ª Ronda Relegación   | Ucrania              | Vilna      | 1 – 4     |
| 2015    | Europa/África Grupo I – 2.ª Ronda Relegación   | Eslovenia            | Kranj      | 0 – 5     |
| 2016    | Europa/África Grupo II – 1.ª Ronda             | Noruega              | Šiauliai   | 3 – 2     |
| 2016    | Europa/África Grupo II – 2.ª Ronda             | Sudáfrica            | Kaunas     | 3 – 2     |
| 2016    | Europa/África Grupo II – 3.ª Ronda             | Bosnia y Herzegovina | Vilna      | 0 – 5     |
| 2017    | Europa/África Grupo II – 1.ª Ronda             | Madagascar           | Šiauliai   | 3 – 2     |
| 2017    | Europa/África Grupo II – 2.ª Ronda             | Georgia              | Tiflis     | 3 – 2     |
| 2017    | Europa/África Grupo II – 3.ª Ronda             | Suecia               | Båstad     | 0 – 5     |
| 2018    | Europa/África Grupo II – 1.ª Ronda             | Estonia              | Šiauliai   | 3 – 1     |
| 2018    | Europa/África Grupo II – 2.ª Ronda             | Finlandia            | Helsinki   | 2 – 3     |
| 2019    | Europa/África Grupo II                         | Marruecos            | Marrakech  | 3 – 2     |
| 2020    | Grupo Mundial I – Play-offs                    | Portugal             | Šiauliai   | 0 – 4     |
| 2020    | Grupo Mundial II                               | Grecia               | –          | –         |